# Twój cały świat
„Twój cały świat” – ballada rockowa pochodząca z albumu Mój dom zespołu IRA. Piosenka ta została umieszczona na jedenastej pozycji, która zamyka płytę Mój dom, jest także najkrótszym utworem znajdującym się na płycie (1 minuta, 17 sekund). Utwór ten był nagrywany przez zespół dużo wcześniej, np. podczas sesji do pierwszej płyty w lutym 1988 roku.
Utwór ma łagodne, akustyczne brzmienie, posiada krótką, otwierającą utwór solówkę gitarową. W tym utworze na tamburynie gra perkusista grupy, Wojciech Owczarek.
Kompozytorem utworu jest Maciej Kraszewski. Autorem obecnego tekstu jest Janusz Pyzowski.
Utwór pochodzi z wcześniejszej, niezarejestrowanej działalności Piotra Łukaszewskiego, stąd takie nazwisko jak Kraszewski, z którym niegdyś Łukaszewski tworzył trójmiejski zespół rockowy Angellica.
Piosenka została skomponowana przez Kraszewskiego w 1984 roku, i w pierwotnej, anglojęzycznej wersji nosiła tytuł „Only for You”. Była wykonywana przez zespół Vidmo (basistami zespołu byli Radowan Jacuniak - później zespoły Bielizna i Doktor Granat, oraz Janusz Bakun – obecnie basista Ricky'ego Martina).
W pierwotnej wersji utwór miał dwie zwrotki i dwa refreny oraz krótką solówkę gitarową. Piosenka "Only for You" trafiła wraz z Kraszewskim z zespołu Vidmo do grupy Angellica. 
Łukaszewski, dołączając do zespołu IRA, wniósł piosenkę (skracając ją) do powstającej akurat płyty zespołu.
Utwór ten stał się jednym z najbardziej rozpoznawalnych przebojów z tej płyty, był regularnie grany na trasie promującej krążek w 1992 roku. Pojawiał się także na koncertach akustycznych.
Utwór trafił także na obie płyty koncertowe. Na pierwszej z nich  utwór trwa 1:25 i jest o siedem sekund dłuższy od wersji studyjnej, natomiast na drugiej płycie utwór trwa 1:27 i jest dłuższy od pierwotnej wersji o 9 sekund. Ponadto został wykonany wraz z kwartetem smyczkowym.
Obecnie utwór jest dość sporadycznie grany na koncertach grupy.
W roku 2008 na koncercie z okazji 5-lecia istnienia, radomska grupa rockowa Carrion zagrała akustyczną wersję utworu.

## Teledysk
Do utworu powstały dwie wersje teledysków. Pierwsza z nich powstała w 1991 roku, i przedstawia zespół siedzący i wykonujący utwór w studiu, druga to zaś wersja koncertowa z 1993 roku, gdzie widać twarz śpiewającego wokalisty Artura Gadowskiego, oraz tłumy rąk fanów zebranych na koncercie, i którzy chóralnie wraz z Gadowskim śpiewają utwór.
Artur Gadowski o utworze „Twój cały świat”:
„Tekst tak bardzo mi się podoba, że aż żałuję, że sam go nie napisałem”.
(Źródło: Miesięcznik Brum 1994 rok)

## Twórcy
IRA
- Artur Gadowski – śpiew
- Wojtek Owczarek – tamburyn, chór
- Piotr Sujka – chór
- Kuba Płucisz – gitara akustyczna, chór
- Piotr Łukaszewski – gitara akustyczna, chór

Produkcja
- Nagrywany oraz miksowany: Kwiecień 1991 roku w Studio S-4 w Warszawie
- Producent muzyczny: Leszek Kamiński, IRA
- Realizator nagrań: Leszek Kamiński
- Aranżacja: Piotr Łukaszewski, Maciej Kraszewski
- Tekst piosenki: Janusz Pyzowski
- Sponsor zespołu: Firma Kontakt z Radomia
- Wytwórnia: Kontakt

## Covery
- Carrion